# Castello di Lusurasco
Il castello di Lusurasco è un castello situato nei pressi dell'omonima frazione del comune italiano di Alseno, in provincia di Piacenza. Sito nella parte di Pianura Padana della val d'Arda.

## Storia
Si ignora la data della sua fondazione, sicuramente esisteva nel luglio 1219 poiché si ha notizia che le truppe cremonesi provenienti da Fiorenzuola vi alloggiarono. Le truppe dei Guelfi cremonesi nel 1231 vi arrecarono ingenti danni, poiché Luxurasch in quel momento era seguace dei Ghibellini.  Lusurasco (anticamente chiamato Sant'Albino), ha un castello che fú il centro di uno dei feudi dei Conti Terzi, feudatari di Sissa, che furono anche signori di Castelnuovo Fogliani già chiamato Belvedere, dal 1377, dopo la costruzione della torre medioevale, Castelnuovo dei Terzi, nel 1466, fú degli Sforza, che in quel periodo controllavano Castell'Arquato, che nel 1595 lo possedevano a metà con i Pallavicino. Infine passò ai Cerasi che lo tennero fino al 1800.
Lusurasco alla fine del 1657, ricorda lo storico Ottolenghi, fu teatro di un episodio molto grave. Il duca di Modena e Reggio nell'Emilia Francesco I d'Este ritornando dalla guerra alla testa di migliaia di soldati pernottò a Fiorenzuola e le sue truppe, sparse ovunque, si sistemarono anche a Lusurasco. Di sei soldati, ospiti presso una casa non definita, cinque furono ammazzati. Il sesto fingendosi morto diede l’allarme e scatto la vendetta. Il podestà di Piacenza diede l’ordine di far “spianare” tale casa e promise mille ducati di ricompensa per chi avesse dato notizie certe dei colpevoli. Ben presto questi caddero nelle mani del ducato. Erano in cinque tra i quali un chierico. Quattro di essi furono giustiziati sulla strada Castellana mediante impiccagione e poi squartati. Il quinto subì lo steso supplizio due settimane dopo a Piacenza.

## Struttura
L'edificio, che ha subito nel tempo molte modifiche, è realizzato con ciottoli di fiume e laterizio, si presenta come un edificio composito, con un porticato a tre fornici e una torretta a base rettangolare. Versa in pessime condizioni, completamente abbandonato e cadente.